# Städel
O Städel (Städelsches Kunstinstitut und Städtische Galerie) é um museu de arte de Frankfurt am Main, sendo um dos mais importantes da Alemanha.

## História
Foi fundado em 1818 por disposição testamentária do banqueiro alemão Johann Friedrich Städel, doando sua casa como sede de um museu que deveria ser criado, toda a coleção de arte que continha, e toda sua fortuna pessoal para manutenção do projeto que tinha como escopo manter uma coleção pública de arte e um programa de formação de novos artistas. O testamento foi contestado por parentes do finado banqueiro, bloqueando as atividades da instituição por onze anos. Neste período foi nomeado Karl Friedrich Wendelstadt como seu primeiro inspetor. Em 1830 foi indicado Philipp Veit para dirigir a escola de arte e a galeria.
Três anos após o museu foi transferido para um prédio novo, e em 1840 foi nomeado inspetor Johann David Passavant, que já havia servido o instituto em várias funções. Sua gestão foi marcada por diversas aquisições importantes, incluindo obras antigamente de propriedade do rei Guilherme II da Holanda. Nova mudança aconteceu em 1878, tendo sido erguido um edifício novo para acomodar a expansão do acervo e dos serviços. Em 1891, sob a direção de Heinrich Weizsäcker, foi editado o primeiro catálogo completo da coleção. Em 1899 foi criada a Associação dos Amigos do Museu, sob o incentivo de Leopold Sonnemann.
Em 1906 assumiu a direção Georg Swarzenski, um amante da arte medieval e moderna, que inaugurou um outro período de grandes aquisições, com obras mestras como o Altar de Torgau, de Cranach, e um grande lote de obras modernas do impressionismo francês e de seus contemporâneos alemães, incluindo-se neste grupo Ernst Ludwig Kirchner e Max Beckmann, além de outros como Edvard Munch, Oskar Kokoschka, Picasso e Braque. Também realizou intercâmbios de obras com o Historisches Museum, trazendo para o Städel peças de Grünewald e outros mestres alemães antigos. Em 1928 adquiriu outro imoprtante lote de obras da Coleção Hohenzollern, e foi indicado como diretor geral de todos os museus de Frankfurt. Contudo, sendo judeu, com a ascensão do nazismo foi demitido, e depois emigrou para os Estados Unidos.
Em 1937, 77 pinturas e 700 impressões foram confiscadas do museu por serem consideradas arte degenerada (ou arte moderna) pelos nazistas. Em 1939 a coleção foi ampliada com a incorporação da Coleção Lulu Müller e da Coleção Eiser-Küchler, mas logo em seguida o acervo foi retirado de Frankfurt para que não sofresse danos com a Segunda Guerra Mundial. O edifício foi severamente danificado mas nenhuma de suas obras se perdeu.
O museu foi reconstruído em 1963, seguindo um projeto de Johannes Krahn. Nos anos 70 foram adquiridas muitas obras de artistas do primeiro modernismo alemão, como Kirchner e Beckmann, de outros que se destacaram no pós-guerra como Karel Appel e Emil Schumacher, e de contemporâneos como Georg Baselitz, Anselm Kiefer e Dan Flavin.
Em 1990 foi completada a ampliação do prédio do museu com uma nova ala desenhada por Gustav Peichl, usada para expor a coleção de arte do século XX e mostras especiais. Nos anos sucessivos o museu foi completamente remodelado e reaberto ao público em 1999.

## A coleção

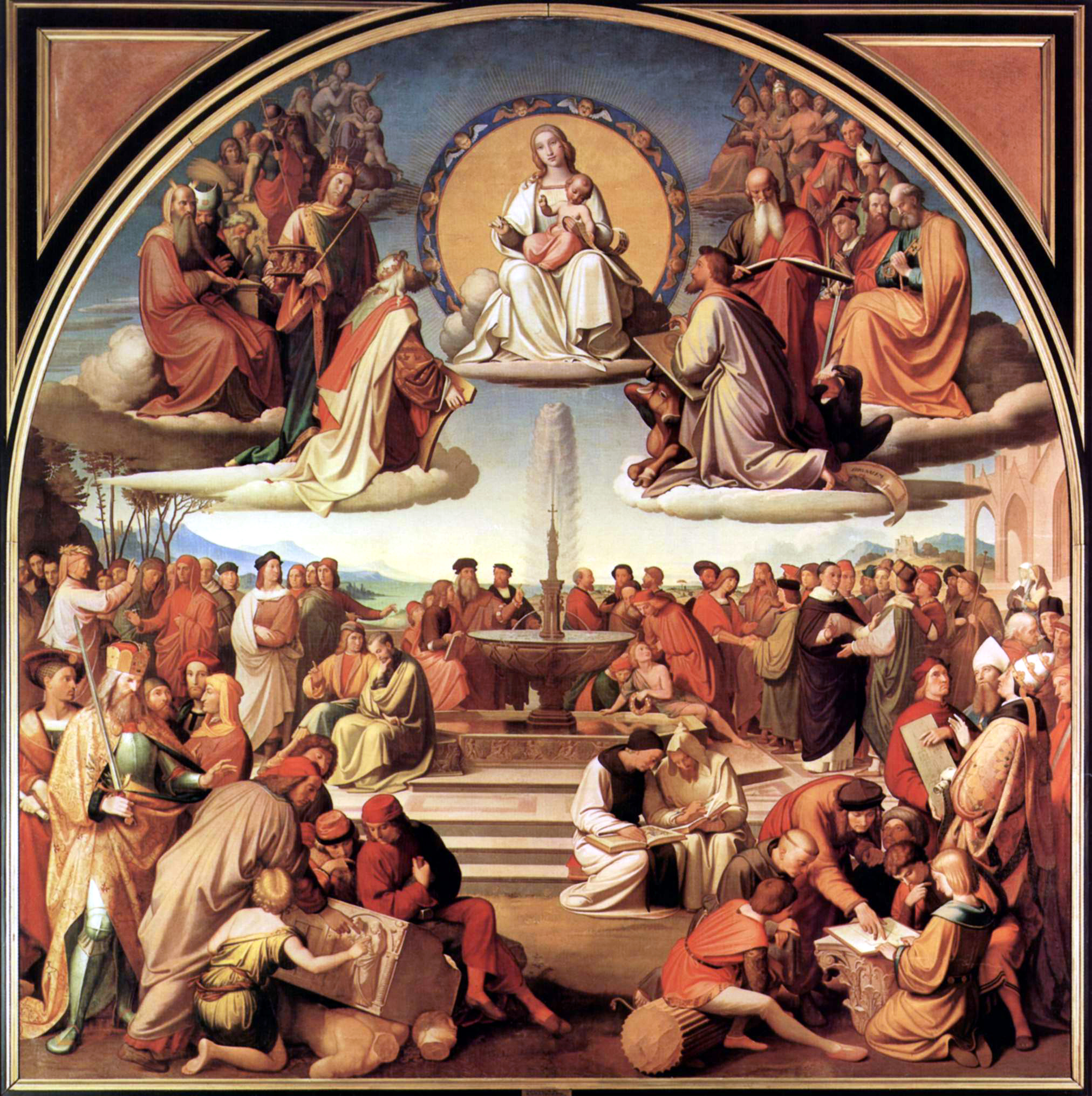
Overbeck: O triunfo da Religião na Arte.

O Städel abriga 2.700 pinturas e uma coleção gráfica de 100.000 desenhos e impressões bem como 600 esculturas, cobrindo cerca de 700 anos de história da arte européia. É dividida nos departamentos de Pintura e Escultura, Desenho e Artes Gráficas, e Restauro.
- Departamento de Pintura e Escultura, subdividido nas seguintes seções, indicando-se alguns de seus maiores representantes:
  - Arte alemã dos séculos XIV a XVI (Altdorfer, Holbein, Cranach, Lochner)
  - Arte alemã dos séculos XVII a XVIII (Adam Elsheimer, Jakob Philipp Hackert, Georg Flegel)
  - Arte alemã do século XIX (Philipp Veit, Otto Scholderer, Hans Thoma, Wilhelm Leibl)
  - Arte holandesa dos séculos XIV a XVI (Bosch, Robert Campin, Jan van Eyck, Quentin Metsys)
  - Arte holandesa dos séculos XVII a XVIII (Rembrandt, Hals, Vermeer)
  - Arte italiana dos séculos XIV a XVI (Botticelli, Mantegna, Giovanni Bellini)
  - Escolas romanas dos séculos XVII e XVIII (Poussin, Chardin, Lorrain, Tiepolo, Watteau)
  - Arte francesa do século XIX (Monet, Degas, Renoir, Rodin, Courbet, Manet)
  - Arte contemporânea pré-1945 (Max Beckmann, Franz Marc, Karl Schmidt-Rottluff, Wilhelm Lehmbruck, Otto Dix, Lionel Feininger)
  - Arte contemporânea pós-1945 (Gerhard Richter, Antoni Tàpies, Palermo, Alberto Giacometti, Alexander Calder)
- Departamento de Desenhos e Gravuras
  - Desenho dos séculos XV a XVIII (Petrus Christus, Rembrandt, Ticiano, Dürer, Watteau)
  - Desenho do século XIX (Cézanne, Daumier, Delacroix)
  - Desenho do século XX (Jackson Pollock, Paul Klee, Picasso)
  - Xilogravuras (Dürer, Friedrich, Kirchner)
  - Gravura em metal (Delacroix, Dürer, Pollaiuolo, Rembrandt)
  - Litogravura (Daumier, Manet, Toulouse-Lautrec, Jean Dubuffet, Jasper Johns)

## Obras

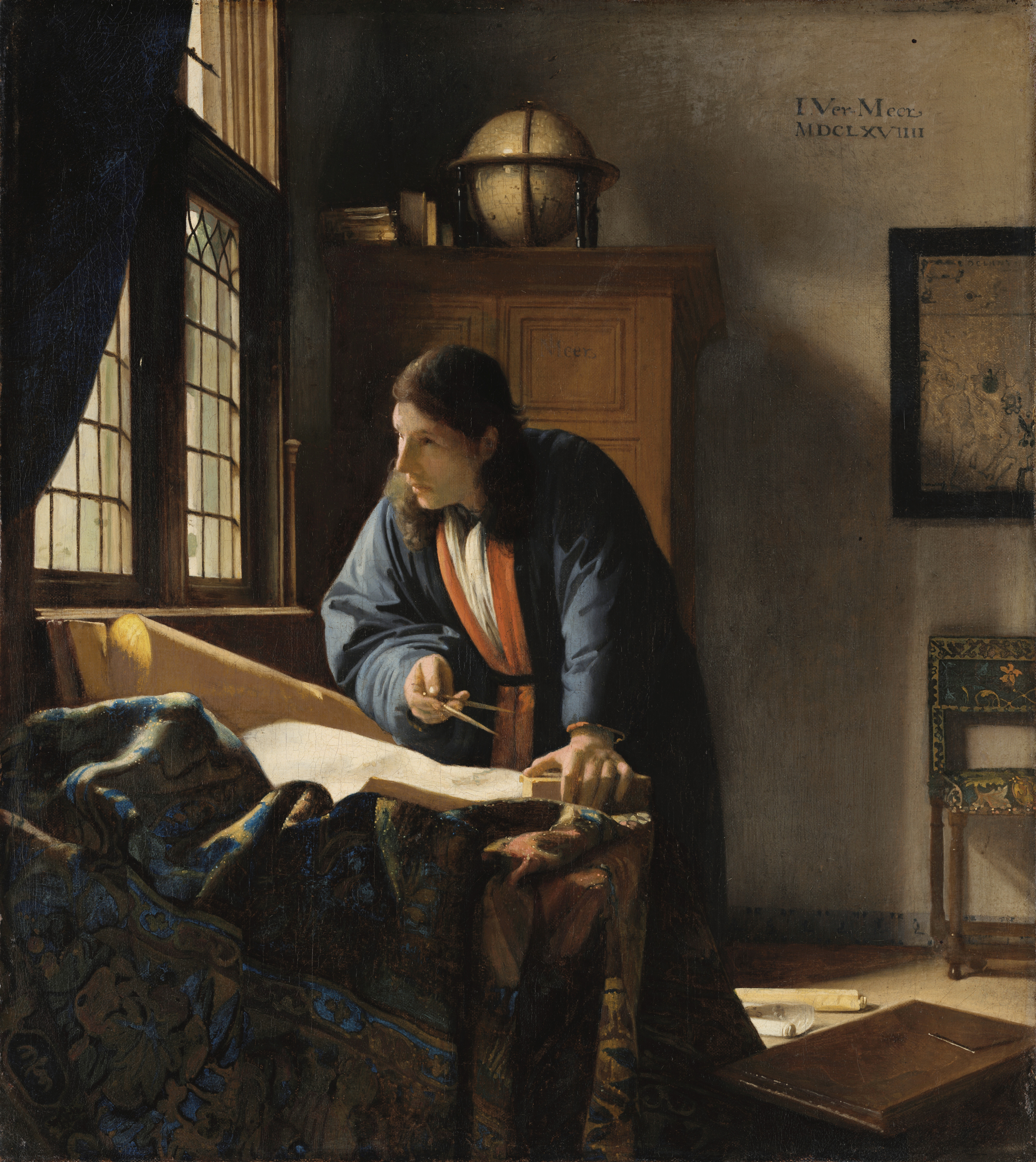
Vermeer: O geógrafo
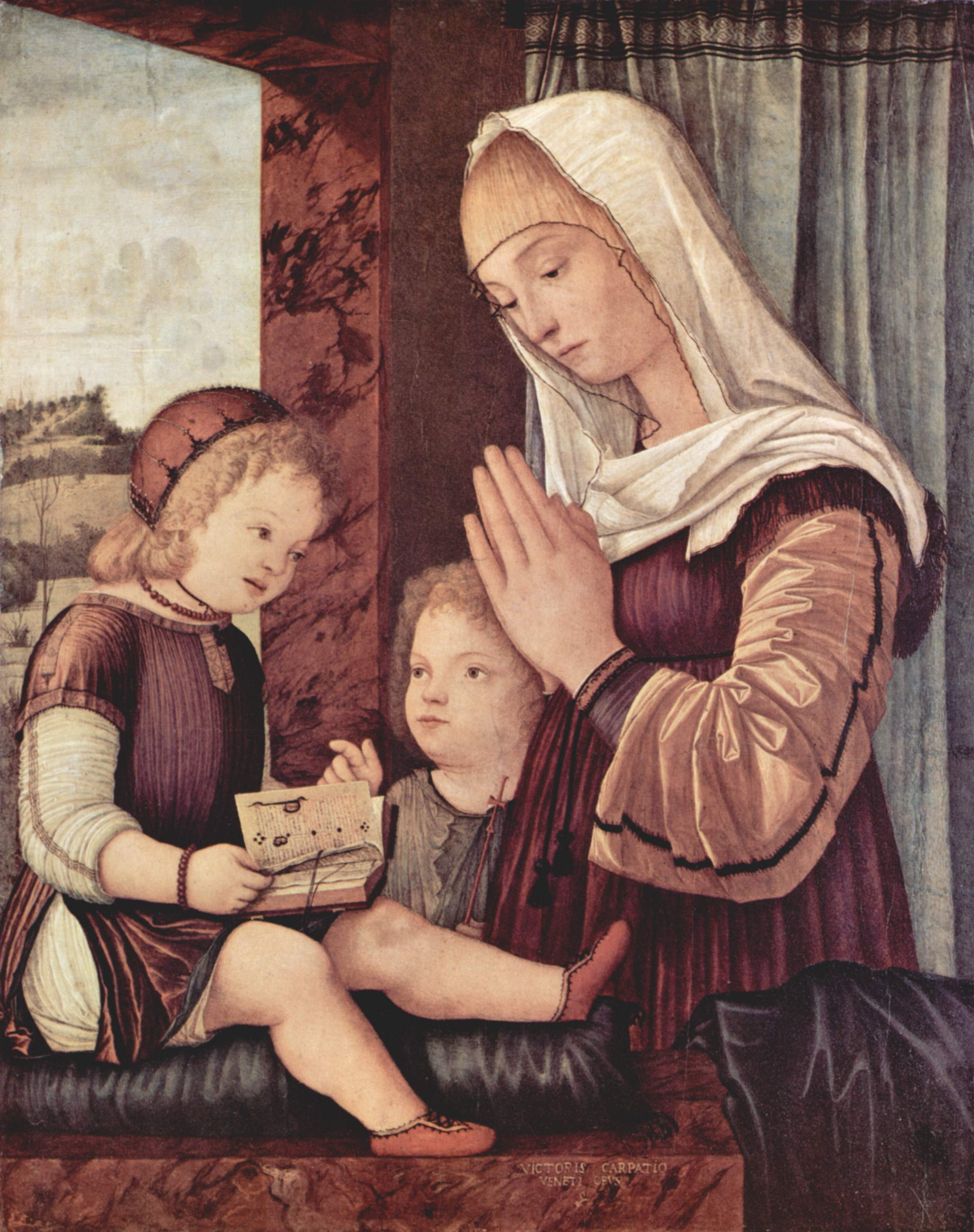
Carpacio: Maria, o Menino e João Batista
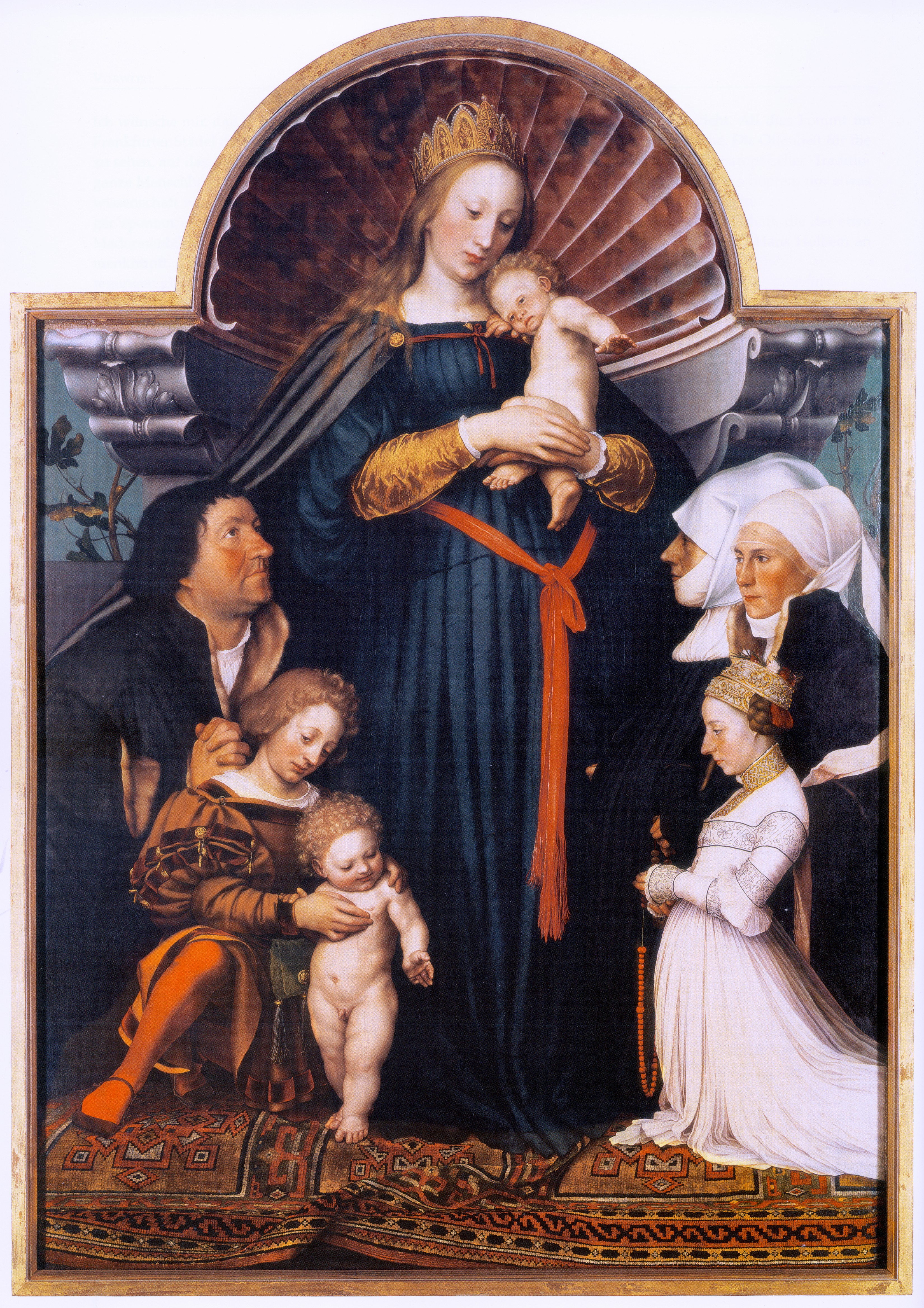
Holbein: Madonna de Darmstadt
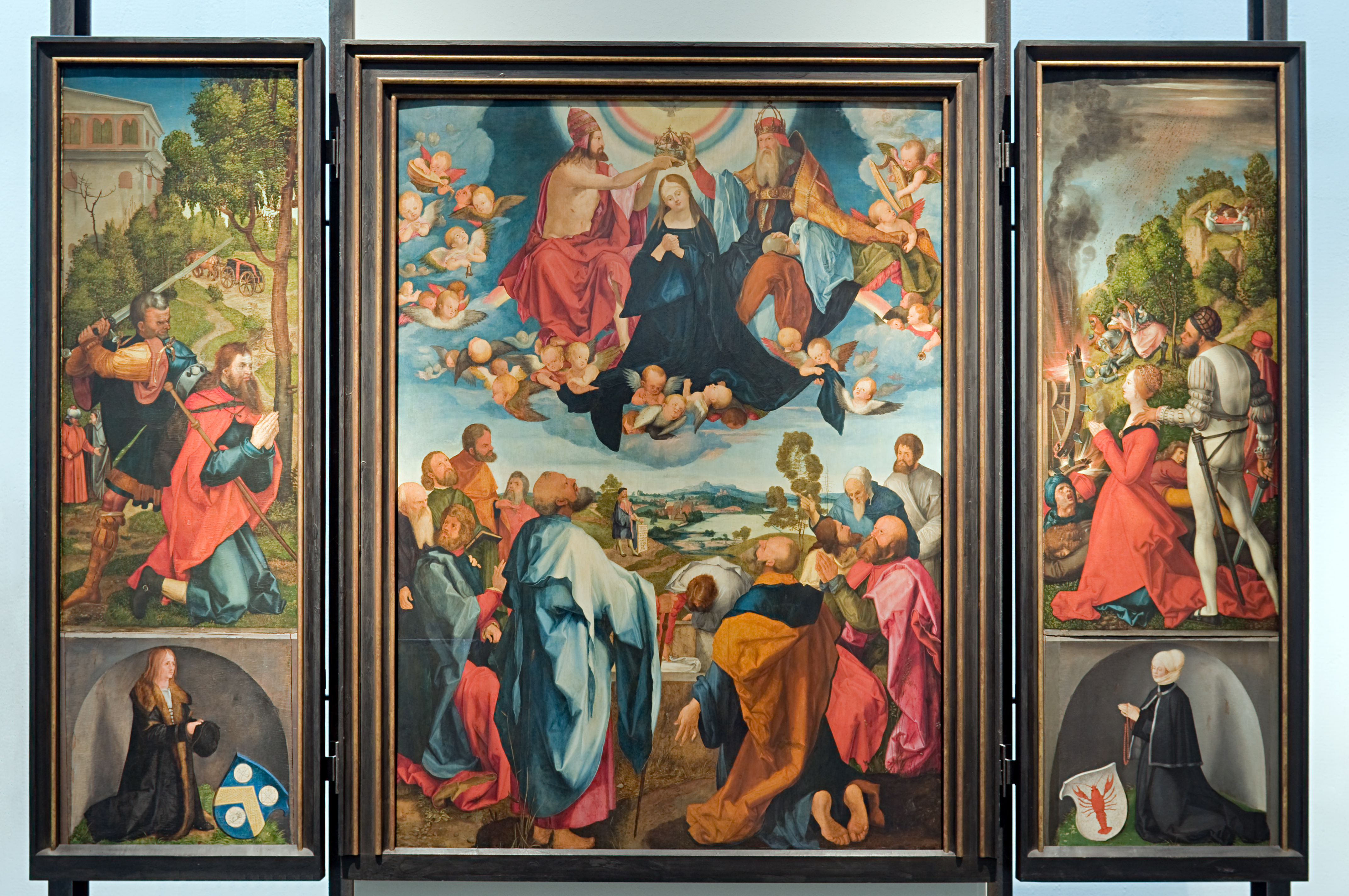
Dürer: Altar Heller
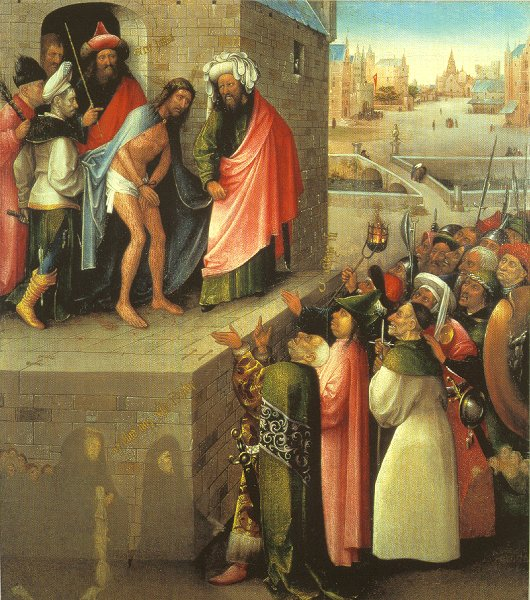
Bosch: Ecce homo
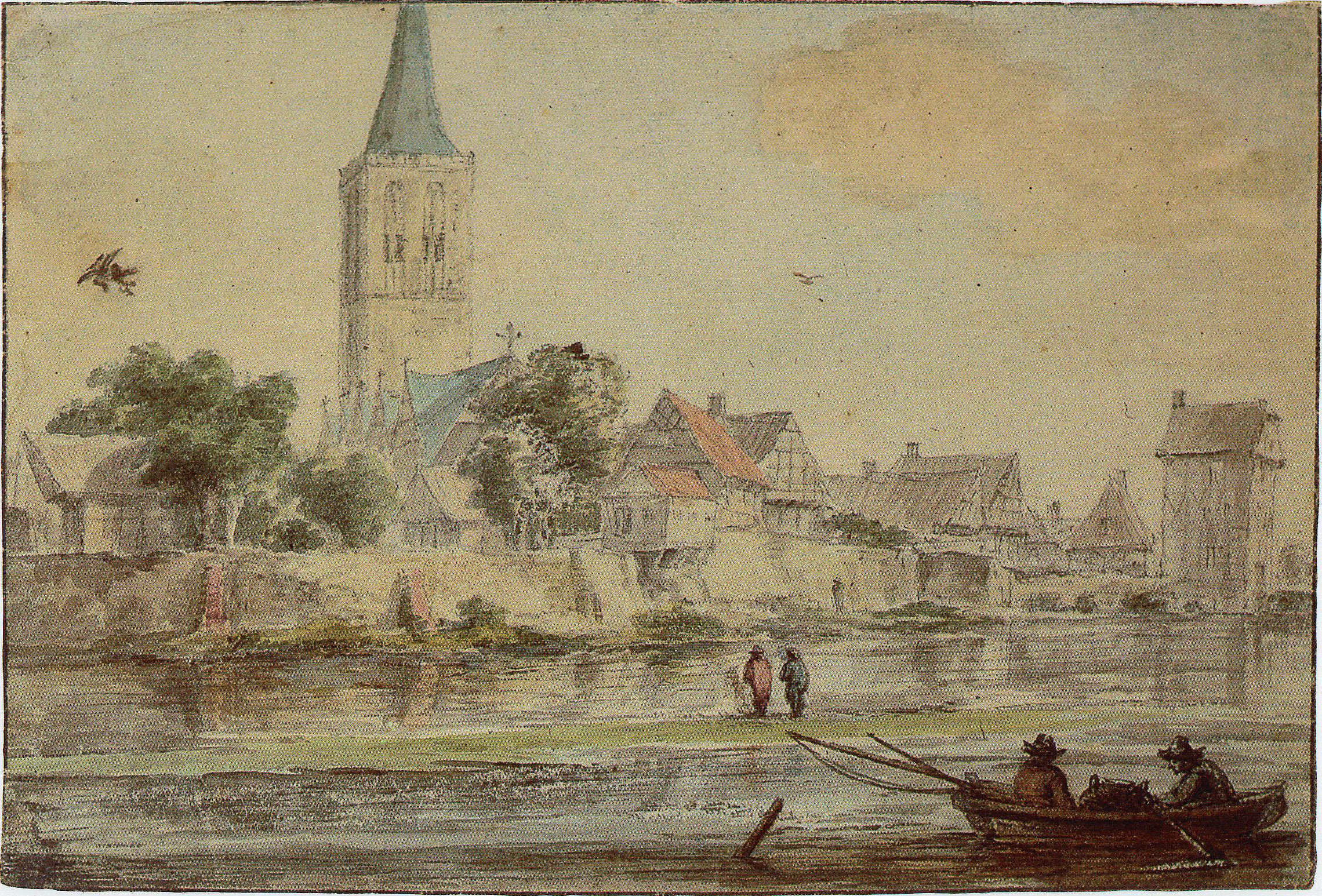
Ruisdäl: Vista de Schüttorf
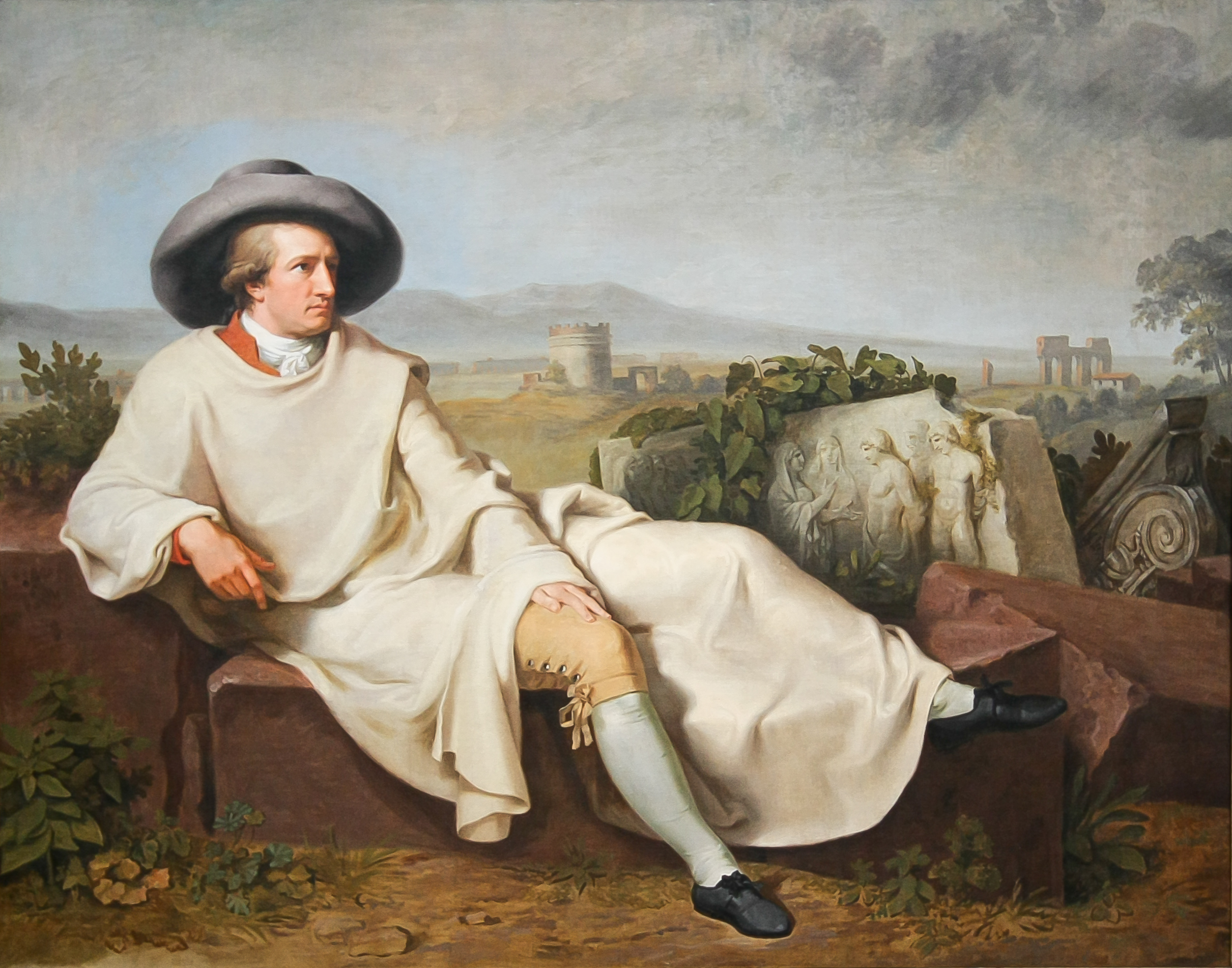
Tischbein: Retrato de Goethe no campo
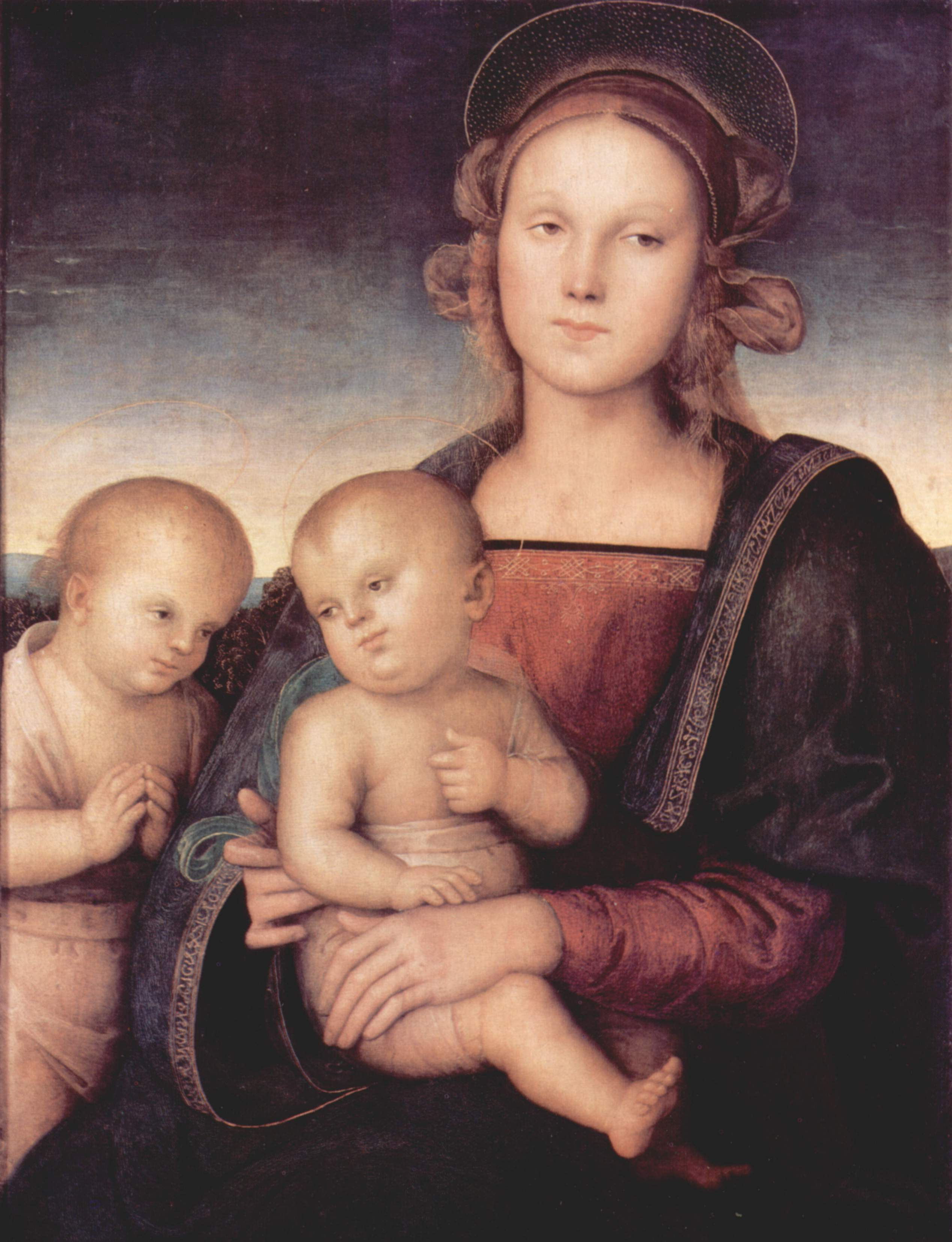
Perugino: Madonna, o Menino e João Batista
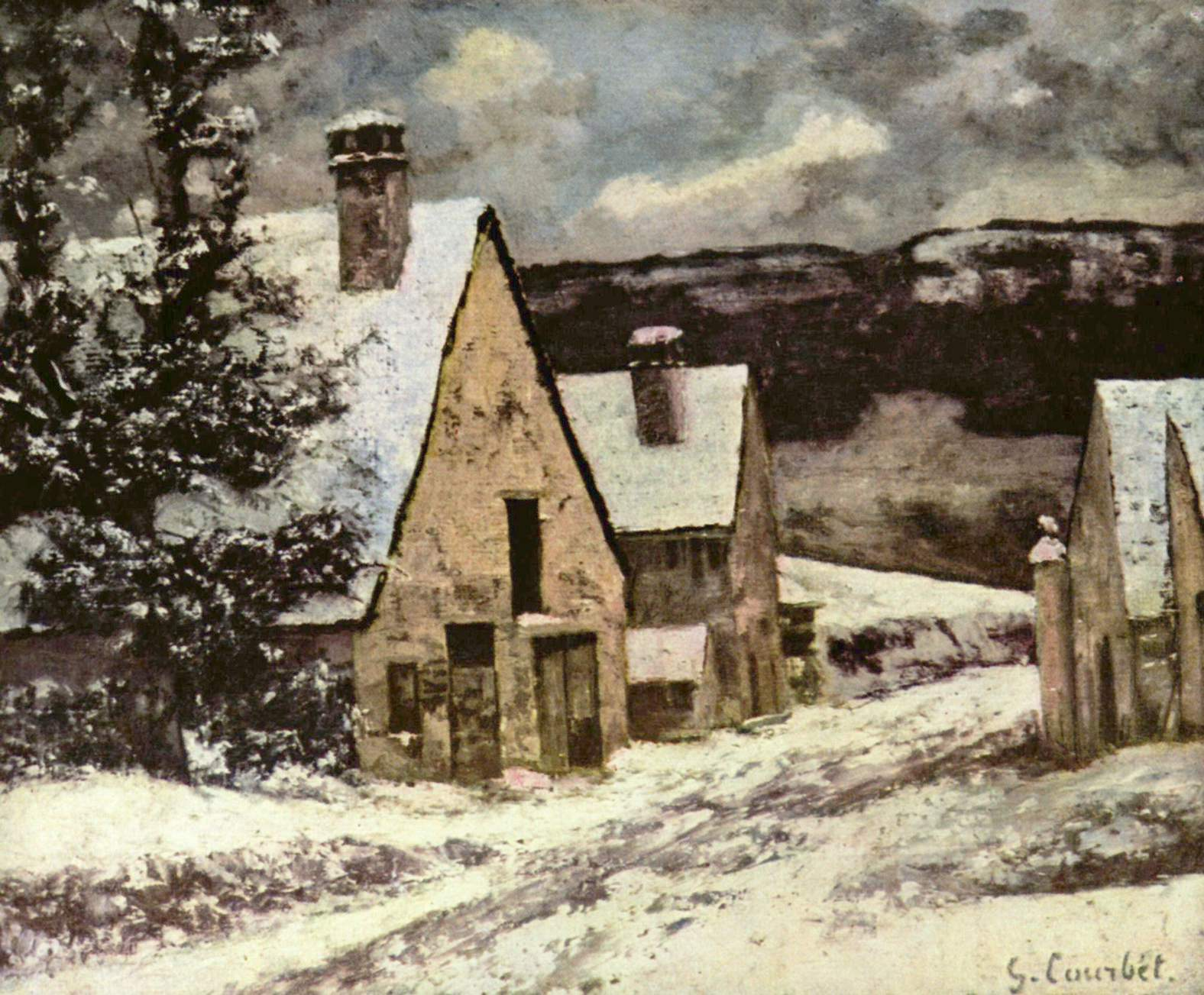
Courbet: Entrada da vila no inverno
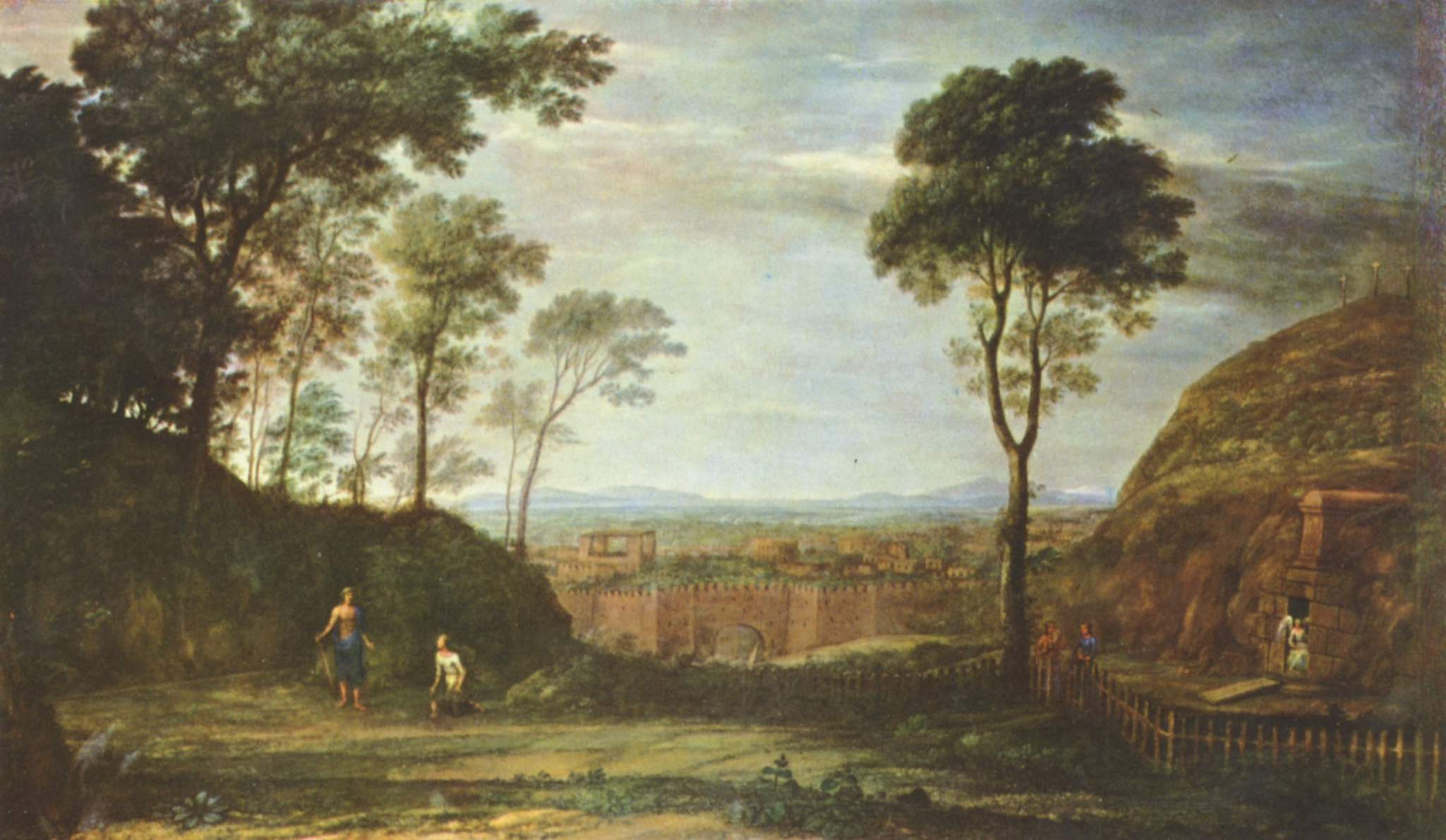
Lorrain: Manhã de Páscoa
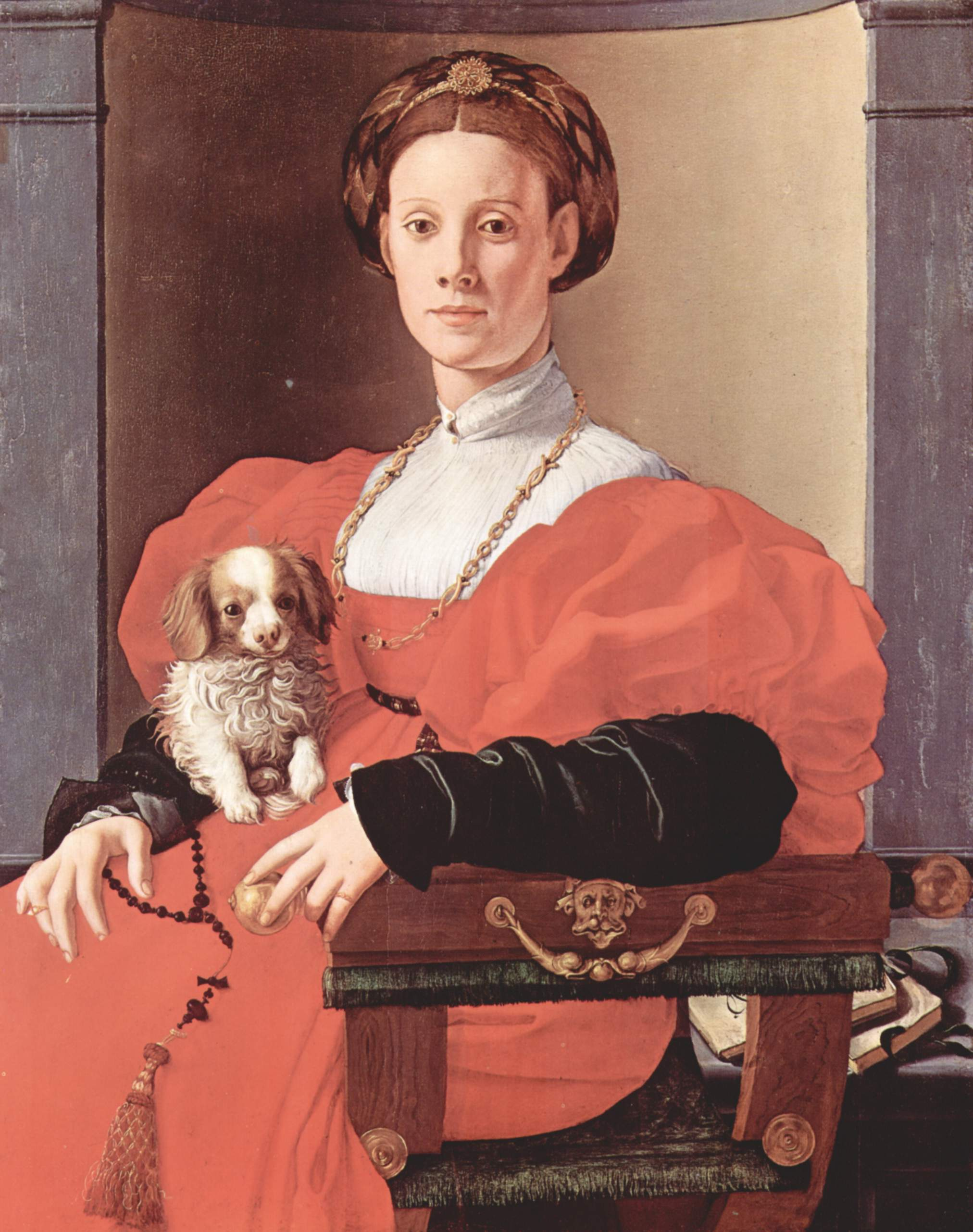
Pontormo: Retrato de dama em vermelho
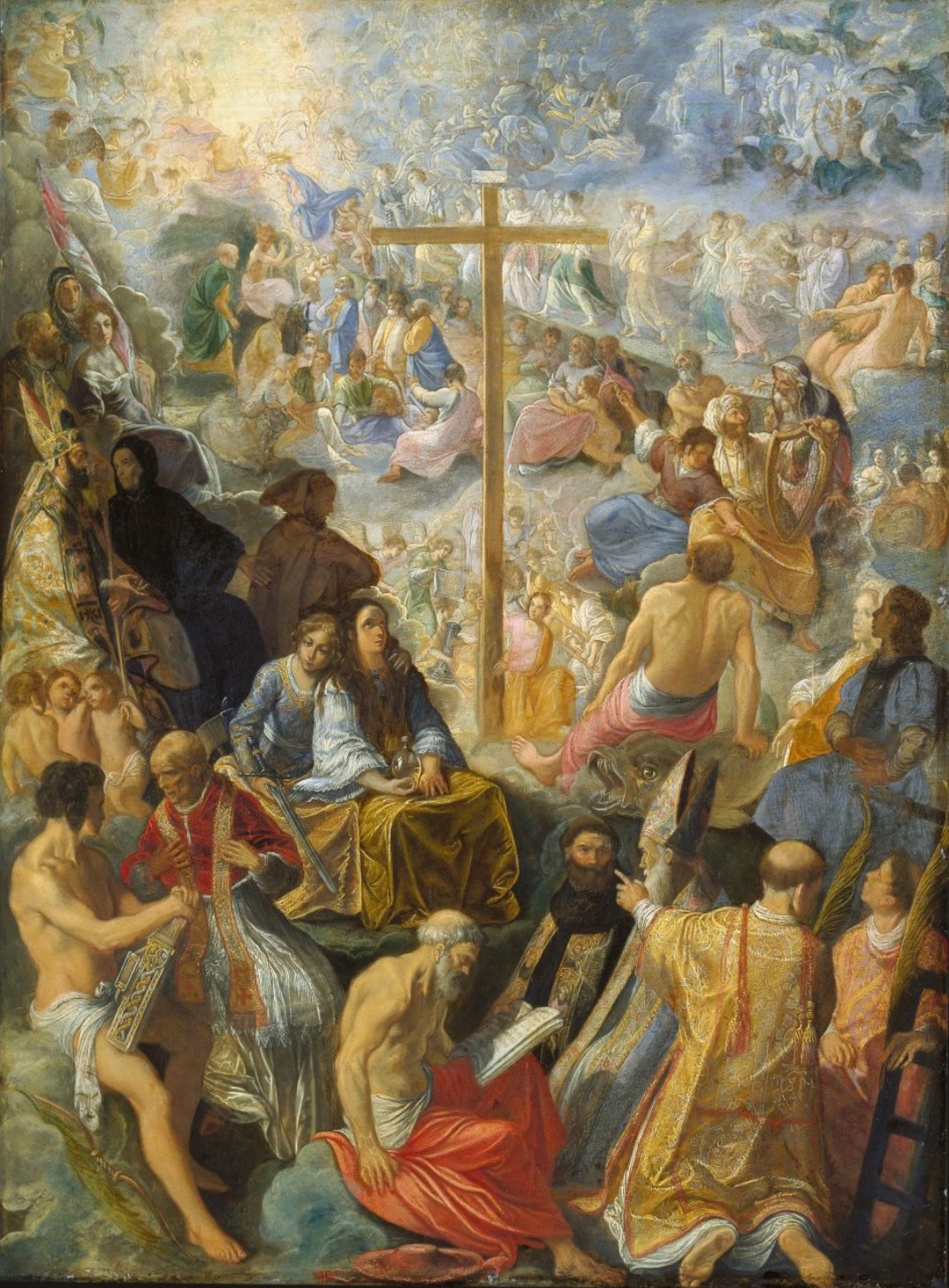
Elsheimer: Adoração da Cruz